# Дергачёв, Иван Алексеевич
Ива́н Алексе́евич Дергачёв (5 (18) июля 1911, Пермь — 2 апреля 1991, Свердловск) — советский литературовед, доктор филологических наук (1980), профессор, один из организаторов и первый декан филологического факультета УрГУ им. А. М. Горького. Член Союза писателей. Заслуженный работник культуры РСФСР (1974).

## Биография
Родился 18 июля 1911 года в Перми в семье инспектора народных училищ, окончившего Санкт-Петербургскую духовную академию, и сельской учительницы.
Поступил на педагогический факультет Пермского университета; после его отсоединения и создания самостоятельного Пермского индустриально-педагогического института окончил его литературное отделение (1931), переехал в Свердловск. Работал заведующим учебной частью и преподавателем рабфака и техникума связи, преподавателем и директором научной библиотеки Уральского индустриального института. В 1940 году стал первым деканом филологического факультета Уральского государственного университета.
В годы Великой Отечественной войны был мобилизован, воевал на Западном, Калининском, Прибалтийском фронтах, майор. Награждён двумя орденами Отечественной войны 2-й степени (17.02.1944, 06.04.1985), орденом Красной Звезды (29.08.1944), медалями «За боевые заслуги» (06.10.1942), «За победу над Германией в Великой Отечественной войне 1941—1945 гг.» (09.05.1945).
В 1945—1955 годах преподавал в Уральском политехническом институте и Свердловском институте иностранных языков. В 1953 году защитил кандидатскую диссертацию на тему «Роман Д. Н. Мамина-Сибиряка „Три конца“ (Уральская летопись)». С 1955 года работал в Уральском государственном университете доцентом кафедры русской и зарубежной литературы, в 1967—1974 заведовал этой кафедрой, с 1974 до смерти состоял её профессором.
В 1959—1963 годах — декан филологического факультета. В 1980 году защитил докторскую диссертацию «Д. Н. Мамин-Сибиряк в русском литературном процессе 1870—1890 гг.»
Специалист по русской литературе XIX века, литературе Урала. Классик литературоведческой регионалистики. Занимался исследованием творчества Д. Н. Мамина-Сибиряка (более 40 работ), что принесло ему всесоюзную известность. Фактически открыл несправедливо забытые имена А. Кирпищиковой, А. Погорелова, А. Туркина, К. Носилова, Е. Гадмер, многие годы следил за современным состоянием литературы Урала. Занимался изучением творчества Ф. М. Решетникова. Разработал оригинальную концепцию развития реализма в русской литературе конца XIX века.
Основатель и ответственный редактор сборника научных статей кафедры русской и зарубежной литературы УрГУ «Русская литература 1870—1890-х годов», выходившего с 1966 по 1987 год (всего 19 выпусков). Подготовил ряд изданий сочинений Д. Н. Мамина-Сибиряка. Автор почти двухсот научных публикаций.
Дергачёв являлся членом редколлегий альманаха «Уральский современник», журнала «Урал», серии «Уральская библиотека», членом редсовета Средне-Уральского книжного издательства, председателем учёного совета Объединённого музея писателей Урала.
Дочь — литературовед Е. И. Дергачёва-Скоп (род 1937).
Скончался 2 апреля 1991 года, похоронен на Широкореченском кладбище Екатеринбурга.
В память о И. А. Дергачёве в Екатеринбурге раз в два года проводится всероссийская научная конференция («Дергачёвские чтения»).

## Награды
- Заслуженный работник культуры РСФСР (1974)
- Премия имени Д. Н. Мамина-Сибиряка (2002 — посмертно) — за выдающийся вклад в исследование творчества Д. Н. Мамина-Сибиряка

## Основные работы
- Книги и судьбы. Страницы литературной жизни Урала. — Свердловск: Средне-Уральское книжное издательство, 1973.
- Д. Н. Мамин-Сибиряк: Личность. Творчество. — Свердловск: Средне-Уральское книжное издательство, 1977.
  - Изд. 2-е, доп., 1981;
- Д. Н. Мамин-Сибиряк в литературном контексте второй половины XIX века. — Екатеринбург: Изд-во Урал. ун-та, 1992. — ISBN 5-7525-0418-X (посмертное изд.)
- Д. Н. Мамин-Сибиряк в русском литературном процессе 1870—1890-х годов. — Новосибирск: Изд-во СО РАН, 2002.